# Anous
Anous (Stephens, 1826) è un piccolo genere di uccelli caradriformi della famiglia Laridae.

## Descrizione
Le tre specie appartenenti al genere Anous sono sterne dal piumaggio scuro delle regioni tropicali.

## Tassonomia
Comprende le seguenti specie:
- Anous stolidus
- Anous minutus
- Anous tenuirostris